# Sergey Sokolov
Sergey Sokolov (ur. 12 marca 1977 w Stawropolu) – azerski piłkarz rosyjskiego pochodzenia, grający na pozycji obrońcy, reprezentant Azerbejdżanu. Od 2010 roku jest zawodnikiem azerskiego klubu FK Qəbələ. W reprezentacji Azerbejdżanu zadebiutował w 2006 roku. Do tej pory rozegrał w niej siedem meczów (stan na 23.12.2011).